# Микеле ди Ландо
Микеле ди Ландо (итал. Michele di Lando) — флорентийский политический деятель, один из лидеров восстания чомпи, гонфалоньер справедливости Флорентийской республики с 22 июля по 30 августа 1378 года.
Родился в четвёртом или пятом десятилетии XIV века. Место рождения неизвестно: по одной версии в Прато, по другой — в Лукке. Во время войны с Пизой в 1362—1364 годах Микеле служил сначала арбалетчиком, а затем командиром небольшого отряда.
По возвращении во Флоренцию поступает чесальщиком (чомпи) на предприятие Алессандро ди Никколайо дельи Альбицци. К началу восстания чомпи летом 1378 года он уже не простой рабочий, а надсмотрщик (итал. fattore).
Об участии Микеле в выступлениях чомпи ничего не известно до 22 июля 1378 года, когда он без оружия пришёл в толпе восставших на площадь перед Дворцом приоров. Здесь ему вручили знамя гонфалоньера справедливости, захваченное восставшими ранее. Затем он входит во дворец во главе «тощего народа», и его провозглашают «синьором и гонфалоньером справедливости».
Его полномочия первоначально были утверждены всего на два дня, но затем их продлили до конца августа. В первые же дни Микеле поспешил принять меры, направленные на выполнение требований восставших и прекращение беспорядков. Были проведены выборы новых приоров, установлены налоговые льготы и учреждены три новых цеха (портных, красильщиков и собственно чомпи), что обеспечило политическое представительство мелким ремесленникам и чомпи.
В конце августа произошёл новый подъём движения чомпи, и их представители пришли во дворец приоров с требованием присяги чомпи, а не всему флорентийскому народу, как это было принято. На этот раз Микеле выступил против восставших и с оружием в руках атаковал делегатов, ранил и арестовал их. С этого начался разгром движения чомпи, который завершился его кровавым подавлением 31 августа 1378 года уже новым правительством.
После подавления восстания против Микеле выдвигали обвинения в предательстве, и он даже просил правительство предоставить ему охрану. В 1379—1380 годах он занимал различные должности в небольших городах Тосканы. После возвращения к власти старших цехов и восстановления порядков, действовавших до восстания, Микеле подвергся изгнанию. В 1381 году он отправился в Кьоджу, затем жил в Падуе и Лукке. Начиная с весны 1382 года флорентийское правительство добивается от Лукки высылки флорентийских изгнанников, которых подозревают в подготовке выступления против Флоренции. Действительно, в июле 1383 Микеле и его сообщники пытаются организовать восстание в окрестностях Флоренции, но терпят поражение. После 1384 года, когда Микеле вынужден покинуть Лукку, о нём ничего не известно.
В итальянской литературе XIX века фигура Микеле ди Ландо приобрела символическое значение: его изображали героическим защитником интересов рабочих. В 1895 году в лоджии Нового рынка (итал. Mercato nuovo) во Флоренции ему был установлен памятник. Другой взгляд, присущий, в частности, советским историкам, характеризует Микеле как предателя и провокатора.